# كاتارينا فروليش
كاتارينا فروليش (بالألمانية: Katharina Fröhlich )‏ (و. 1800 – 1879 م) هي راعية الفنون، وفاعلة خير نمساوية، ولدت في فيينا، توفيت عن عمر يناهز 79 عاماً.